# Hasznos Miklós
Hasznos Miklós (Pécs, 1931. május 27. – Budapest, 2014. június 23.) politikus, országgyűlési képviselő.

## Élete
Édesapja ügyvédként dolgozott, és mivel 1945-ben nyilas keretlegények védőügyvédje volt, ezért kizárták az Ügyvédi Kamarából és internálták, majd börtönbe zárták. Édesanyja háztartásbeli volt.
Az 1947-es magyarországi országgyűlési választáson a Demokrata Néppárt ifjúsági szervezetének az aktivistájaként kampányolt. 1948-ban többször tüntetett az iskolák államosítása ellen, és többedmagával ő szervezte t a Mindszenty bíboros melletti tüntetést. Mivel politikai tevékenysége miatt az ország összes középiskolájából kizárták, csak 1964-ben tudott leérettségizni. 
1956-os forradalom idején belépett az újjászervezett Demokrata Néppártba. 1989-ben az Magyar Demokrata Fórum budai szervezetének az alapításában segédkezett , majd ugyanebben az évben részt vett a Kereszténydemokrata Néppárt újraalapításában és a pártba is belépett. 1990-ben a párt listáján mandátumot szerzett és országgyűlési képviselői mandátumhoz jutott. 
Az 1994-es magyarországi országgyűlési választáson szintén mandátumot szerzett a KDNP listáján. 1991-től 1994-ig és 1996-tól 1999-ig a KDNP alelnökévé választották. 2000-ben a Politikai Foglyok Országos Szövetsége (Pofosz) elnökségébe is bekerült. 
2004-től belépett a Jobbik Magyarországért Mozgalomba. A 2009-es Európai Parlamenti választáson a párt képviselőlistáján szerepelt, azonban nem jutott mandátumhoz. 2014. június 23-án elhunyt, a Jobbik saját halottjának tekintette.

## Művei
- Hasznos Miklós: Magyaroknak magyarul; KDNP, Bp., 1993 (Kereszténység és közélet)
- Politikai kisszótár; szerzői, Bp., 2002
- Ötven év mérlege, 1956–2006; NAP Alapítvány, Dunaharaszti, 2005